# Pieter Verhoeve
Pieter Verhoeve (Dordrecht, 27 juli 1981) is een Nederlands historicus, jurist, politicus en bestuurder. Hij is lid van de SGP. Sinds 13 november 2019 is hij burgemeester van Gouda.

## Opleiding en loopbaan
Hij behaalde in 1999 zijn propedeuse Leraar basisonderwijs aan de Driestar hogeschool in Gouda en studeerde daarna bestuurskunde aan de Erasmus Universiteit Rotterdam. In 2004 volgde zijn doctoraal politieke geschiedenis aan de Universiteit Utrecht alsmede een bachelor rechtsgeleerdheid (in 2007). Zijn rechtenopleiding sloot hij cum laude af met een master in de rechtsfilosofie (in 2008) aan de Universiteit Leiden. Van 2008 tot 2011 volgde hij de beroepsopleiding advocatuur in Breda.
Verhoeve was op jonge leeftijd politiek actief, mede geïnspireerd door zijn vader, die jarenlang raadslid was namens de SGP in de toenmalige gemeente Graafstroom. Op zijn 15e sloot Pieter Verhoeve zich aan bij de landelijke SGP-jongeren. Ook richtte hij een lokale jongerenafdeling op. Jarenlang was Verhoeve hoofdredacteur van het magazine In Contact. Tevens was hij enige tijd vice-voorzitter van de jongerenorganisatie. Een interview van zijn hand met toenmalig minister Pechtold leidde tot een excuus van de minister aan de premier.
Tijdens en na zijn universitaire studie geschiedenis was Verhoeve docent geschiedenis, aardrijkskunde en maatschappijleer aan het Wartburg College, locatie Marnix in Dordrecht. Ook publiceerde hij een boek over de geschiedenis van het dorpje Wijngaarden. Na zijn studie rechten werd Verhoeve advocaat, gericht op arbeids- en bestuursrecht. Tevens was hij docent rechten aan de Driestar Hogeschool.

## Politieke en bestuurlijke loopbaan
Verhoeve was namens de ChristenUnie-SGP van 2006 tot 2010 en van 2010 tot 2012 burgerraadslid van Dordrecht. In 2010 was hij er korte tijd gemeenteraadslid. Vanaf 2011 was hij voorzitter van de adviescommissie van de gemeenteraad van Dordrecht.
In mei 2012 werd Verhoeve door de gemeenteraad van Oudewater voorgedragen als burgemeester. Zijn benoeming ging in op 27 juni. Tot 26 september 2013 was hij drager van de Rode lantaarn, de aanduiding voor de jongste burgemeester van Nederland. Op die datum werd hij afgelost door de drie maanden jongere Ben Visser, die burgemeester van Scherpenzeel was geworden.
In november 2014 kwam Verhoeve in het nieuws toen in Hekendorp de hoogbesmettelijke vogelgriep uitbrak. Om de ruiming van bijna 150.000 kippen mogelijk te maken, vaardigde hij een noodverordening af. Op 3 juli 2015 bezocht koning Willem-Alexander de stad Oudewater in het kader van de viering van 750 jaar stadsrechten. Oudewater is de oudste stad van het Groene Hart. De viering van de stadsverjaardag werd verder opgeluisterd door de Tour de France die op 5 juli door het historische stadje trok.
Op 1 oktober 2019 werd Verhoeve voorgedragen als burgemeester van Gouda. Op 1 november 2019 werd bekendgemaakt dat de ministerraad de voordracht heeft overgenomen en hem met ingang van 13 november 2019 liet benoemen bij koninklijk besluit. Hij kreeg er algemeen bestuurlijke & juridische zaken, communicatie, publiekszaken, openbare orde & veiligheid, regionale samenwerking en het project asielzoekerscentrum in zijn portefeuille.
Op 27 december 2024 vierde Verhoeve zijn 12,5-jarig jubileum als burgemeester.

## Nevenfuncties
Na de gemeenteraadsverkiezingen van 2018 was Verhoeve informateur in Rhenen. Samen met Rudi Boekhoven was hij vervolgens ook formateur. Verhoeve werd, naast zijn nevenfuncties ambtshalve, op 11 maart 2017 voorzitter van de Koninklijke Bond van Oranjeverenigingen en op 29 september 2021 voorzitter van de Taskforce ‘Onze hulpverleners veilig’. Hij werd ook lid van de raad van toezicht van Stimulansz en vicevoorzitter van de Werkgroep 1572. Daarnaast zit hij in diverse comités van aanbeveling en bekleedt hij diverse beschermheerschappen en ambassadeurschappen.
Verhoeve speelt voor het Nederlands Burgemeester Elftal. Het elftal speelt voornamelijk tegen Businessclubs van Betaald Voetbal Organisaties. Dit gebeurt als voorwedstrijd bij een wedstrijd van de " Hoofdmacht", soms in het stadion, soms op een bijveld. Het bedrag wat door de uitdager wordt bijeengebracht (minimaal 1.500,--) wordt geschonken aan de Leprastichting.

## Persoonlijk
Verhoeve groeide op in een ondernemersgezin in Bleskensgraaf, gelegen in de Alblasserwaard. Hij is getrouwd en is vader van vijf dochters. Hij is met zijn gezin aangesloten bij de Sint Jansgemeente (PKN) in Gouda. Deze gemeente rekent zich tot de stroming van de Gereformeerde Bond.
- International Standard Name Identifier: 0000 0003 9616 9494
- Nederlandse Thesaurus van Auteursnamen: 249349582
- Virtual International Authority File: 291116902
- WorldCat: E39PBJw8XcrjrGQtX6WwtM6R8C